# Liste des films soviétiques sortis en 1929
Cet article présente une liste des films produits en Union soviétique en 1929.

## 1929
| 1929                     |                               |                                          |
| Arsenal                  | Арсенал                       | Alexandre Dovjenko                       |
| Le Train mongol          | Голубой экспресс              | Ilya Trauberg                            |
| Débris de l'empire       | Обломок империи               | Fridrikh Ermler                          |
| La Ligne générale        | Старое                        | Sergueï Eisenstein                       |
| Les Grades et les Hommes | Чины и люди                   | Iakov Protazanov                         |
| La Dernière Attraction   | Последний аттракцион          | Ivan Pravov et Olga Preobrajenskaïa      |
| Le Cadavre vivant        | Живой труп, Živoj trup        | Fedor Ozep                               |
| L'Homme à la caméra      | Человек с киноаппаратом       | Dziga Vertov                             |
| La Nouvelle Babylone     | Новый Вавилон                 | Grigori Kozintsev et Leonid Trauberg     |
| Road into the World      |                               | Boris Shpis                              |
| Au printemps             | Весной                        | Mikhaïl Kaufman et Dziga Vertov          |
| Turksib                  | Турксиб                       | Victor Tourine                           |
| Deux-Bouldi-Deux         | Два-бульди-два, Dva-Buldi-dva | Lev Koulechov et Nina Agadjanova-Choutko |